# Holm of Faray
Holm of Faray är en obebodd ö i Storbritannien. Den ligger i kommunen Orkneyöarna och riksdelen Skottland, i den norra delen av landet, 900 km norr om huvudstaden London. Arean är 0,332 kvadratkilometer.
Terrängen på Holm of Faray är mycket platt. Öns högsta punkt är 16 meter över havet. Den sträcker sig 1,3 kilometer i nord-sydlig riktning, och 0,6 kilometer i öst-västlig riktning.  I omgivningarna runt Holm of Faray växer i huvudsak blandskog.

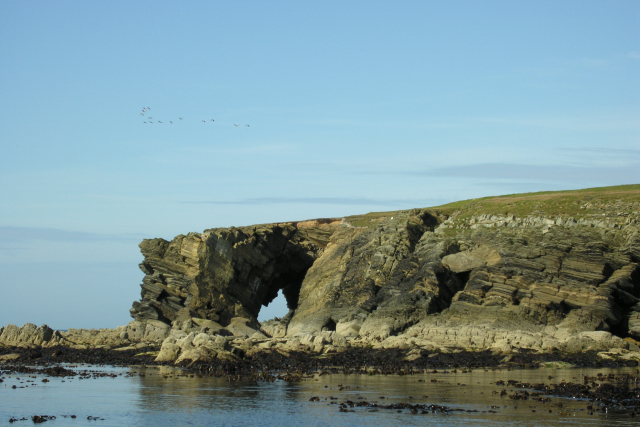
Holm of Faray.